# The Last Resort (Band)
The Last Resort (zwischenzeitlich auch The Resorts) ist eine britische Oi!-Band aus Herne Bay.

## Bandgeschichte
The Last Resort gründete sich 1980 um Roi Pearce (Bass), Charlie Duggan (Gitarre), Andy Benfield (Schlagzeug) und Sänger Graham Saxby. Den Namen entlehnte man einem Laden für Punk- und Skinhead-Kultur in London. Mickey French, der Besitzer des Ladens, wurde Manager der Gruppe. In der Ur-Besetzung spielte man einige Konzerte und nahm ein Drei-Song-Demo auf. Unter diesen Liedern war die spätere Bandhymne Violence in Our Minds. Roi Pearce übernahm schließlich den Gesang und mit Arthur Kitchener kam ein neuer Bassist in die Band. Die Band beteiligte sich an den drei Oi!-Samplern Strength Thru Oi!, Carry on Oi! und Oi! Oi! That’s Yer Lot!, bei letzterem als „The Warriors“. 1982 erschien das Debütalbum Skinhead Anthems. Auf den Konzerten ging es oft wüst zu, viele mussten wegen Schlägereien abgebrochen werden. Die Band setzte sich aus bekennenden FC-Millwall-Anhängern zusammen, so dass es oft Reibereien mit Hooligans von West Ham United gab. Kurz nach der Veröffentlichung des in Skinhead-Kreisen hochgeschätzten Debüts löste sich die Gruppe wegen der ständigen Schlägereien zum ersten Mal auf.
1987 erschien eine nicht lizenzierte Split-LP mit Combat 84 unter dem Titel Death or Glory, die unter anderem die Lieder des Demos enthielt. Nach diversen Reunionplänen bestand das Line-up der Wiedervereinigung 1988 schließlich aus Roi Pearce (Gesang), Mark Edwards (Gitarre, ex-The Rivals), Dean Wilkinson (Schlagzeug) und Mick Melville (Bass). Andy Benfield und Arthur Kitchener, die die Reunion angeleiert hatten, beteiligten sich nicht an der reformierten Gruppe, die ihren Namen auf The Resort verkürzte. Das Reunionsalbum erschien unter dem Titel Resort 1988 und war deutlich poppiger ausgefallen und blieb recht erfolglos. Michael Hiller stieß als zweiter Gitarrist zur Gruppe, blieb jedoch nur bis zum abschließenden Weihnachtskonzert 1990 in der Gruppe, die sich danach wieder auflöste.
1996 gründeten sich The Last Resort neu. Diesmal im Line-up Charlie Duggan (Gitarre), Graham Saxby (Gesang), Andy Benfield (Schlagzeug) und Arthur Kitchener (Bass). Dieses Line-up blieb erfolglos und spielte nur wenige Konzerte. Auf Grund rechtlicher Probleme gründeten die verbliebenen Mitglieder die Band The Warriors.
2000 gründete Roi Pearce mit veränderten Line-up die Gruppe neu und veröffentlichte 2005 das Album Ressurection (USA und Kanada: Ressurected). Zum Line-up gehören JJ Kaos und Beef, beide ehemalige Mitglieder der Anti-Nowhere League. Bei einem Konzert 2006 in Deutschland wurde Roi Pearce wegen seiner mittlerweile langen Haare attackiert. 2009 erschien das Album You’ll Never Take Us – Skinhead Anthems II auf I Scream Records.

## Diskografie

### Alben
- 1982: A Way of Life – Skinhead Anthems (LP, CD 1993 über Captain Oi! Records)
- 1989: The Resort 1989 (als The Resort, Link Records)
- 2005: Ressurection (Captain Oi! Records)
- 2009: You'll Never Take Us – Skinhead Anthems II (I Scream Records)
- 2013: This is my England – Skinhead Anthems III (Randale Records)
- 2021: Skinhead Anthems IV (Randale Records)

### Kompilationen
- 1987: Death or Glory (Split-LP mit Combat 84, Link Records/ CD 1993 über Step-1)
- 1988: Kings of the Jungle (Wiederveröffentlichung des Debüts, Link Records)
- 1993: The Best of the Last Resort (Step-1)
- 1999: Violence in Our Minds (Harry May Records)